# تپه گرد عالی خان
تپه گرد عالی خان مربوط به مفرغ است و در شهرستان کرمانشاه، بخش مرکزی، دهستان بالادربند، ۱۰۰ متری غرب روستای گلالی واقع شده و این اثر در تاریخ ۲۶ اسفند ۱۳۸۷ با شمارهٔ ثبت ۲۵۵۱۷ به‌عنوان یکی از آثار ملی ایران به ثبت رسیده است.